# Улица Профессора Попова
У́лица Профе́ссора Попо́ва — улица в Петроградском районе Санкт-Петербурга, на Аптекарском острове. Проходит от Аптекарской набережной до Песочной набережной.

## Название
С 1810-х годов магистраль носила название Песочный проспект, с середины XIX века — Песочная улица. В августе 1940 года она получила название улица Профессора Попова — в честь профессора А. С. Попова (1859—1906), который с 1901 года до своей смерти в 1906 году жил в здании Электротехнического института на этой улице.

## История
Прокладка улицы началась в конце XVIII — начале XIX века. Первоначально она шла от Аптекарского проспекта до современного Вяземского переулка, в 1860-х годах её продлили до Аптекарской набережной, в 1911 году — до Барочной улицы. Последний участок до Песочной набережной проложен в 1960-х годах.

## Здания и достопримечательности

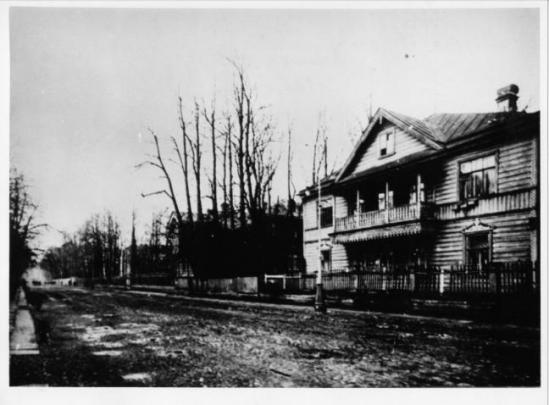
Улица в 1920-х годах. Вид на дом Матюшина

Основная застройка улицы проходила в конце XIX — начале XX века.

### От Аптекарской набережной до проспекта Медиков
- Дом № 2 — жилой дом служащих Императорского Ботанического сада (1912—1914, арх. А. И. Дитрих). В 1913—1945 годах здесь жил и работал выдающийся русский ботаник, академик В. Л. Комаров.  7810392008
- Дом № 2Г — дом директора ботанического сада Петра Великого.  7810392022
- Дом № 2 корп. 14 — Оранжерея № 12 Императорского ботанического сада (1903—1906, архитектор Г. И. Люцедарский)  7810392014
- Дом № 3 — учебный корпус Электротехнического университета (1970).

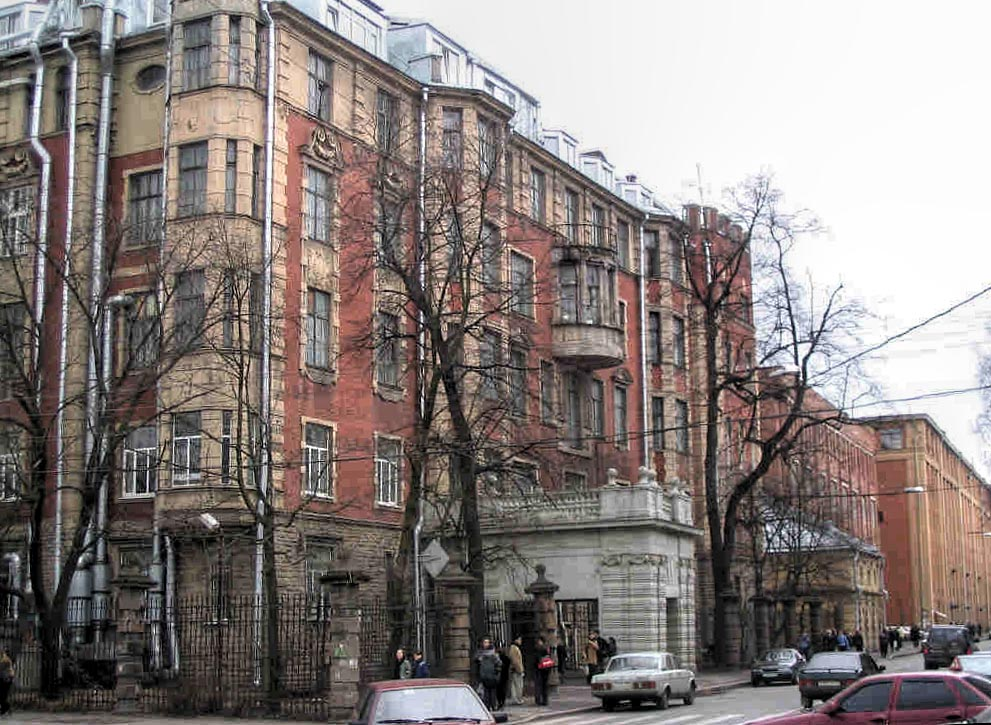
Особняк Я. И. Трусевича

- Дом № 4 — особняк Я. И. Трусевича. Здание в стиле модерн (1911—1912, арх. А. А. Оль). В 1919 году в доме открылся первый в России химико-фармацевтический институт. В 1932—1977 годах в доме проживал географ С. И. Калесник, в 1941 году — поэтесса В. М. Инбер.

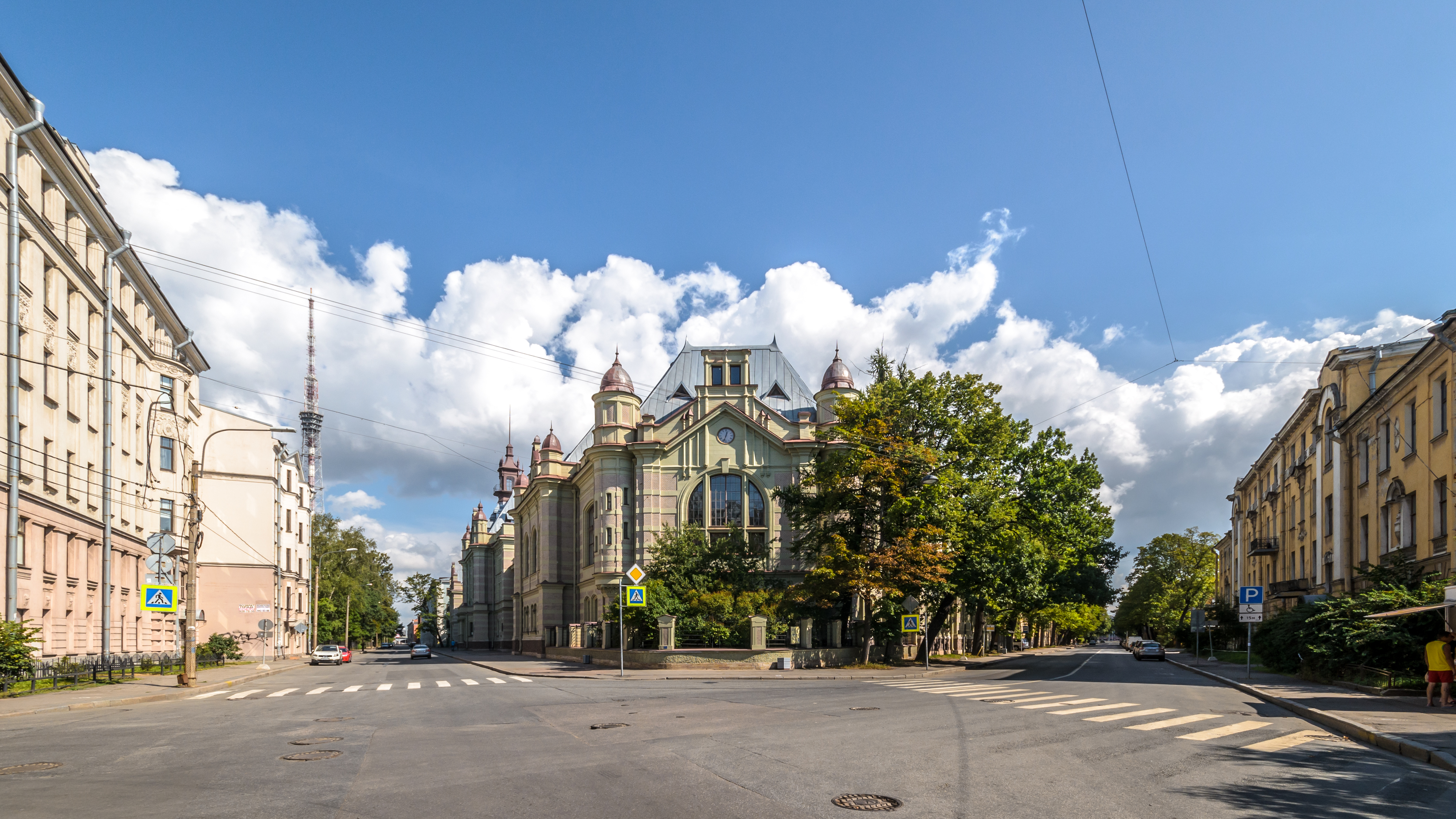
Старейший корпус Электротехнического университета на углу улицы Профессора Попова и Аптекарского проспекта

- Дом № 5 — здание Электротехнического университета (1899—1903, арх. А. Н. Векшинский). Здесь работали известные российские учёные и инженеры: А. С. Попов, А. И. Берг, П. Д. Войнаровский, В. П. Вологдин, Г. О. Графтио, В. В. Дмитриев, А. А. Шапошников, М. А. Шателен, И. В. Бренёв, Я. М. Гаккель, А. Ф. Шорин. В 2023 году здание получило статус памятника культурного наследия регионального значения[1][2].  исторический памятник (региональный)
- Дом № 6 — здание Завода полиграфических машин (1920-е, арх. Н. Е. Лансере).  памятник архитектуры (вновь выявленный объект)[3]
- Дом № 7 — доходный дом (1913, арх. Г. Я. Гевирц).
- Дом № 9  7831520000 — бывшее здание лечебницы А. Г. Конасевича для нервных и душевнобольных (1903—1904, арх. С. И. Андреев; 1912, М. Ф. Ланге). Ныне в здании находится НИИ детских инфекций.
- Дом № 15/17 — НИИ гриппа имени А. А. Смородинцева Минздрава России.

### От проспекта Медиков до Каменноостровского проспекта

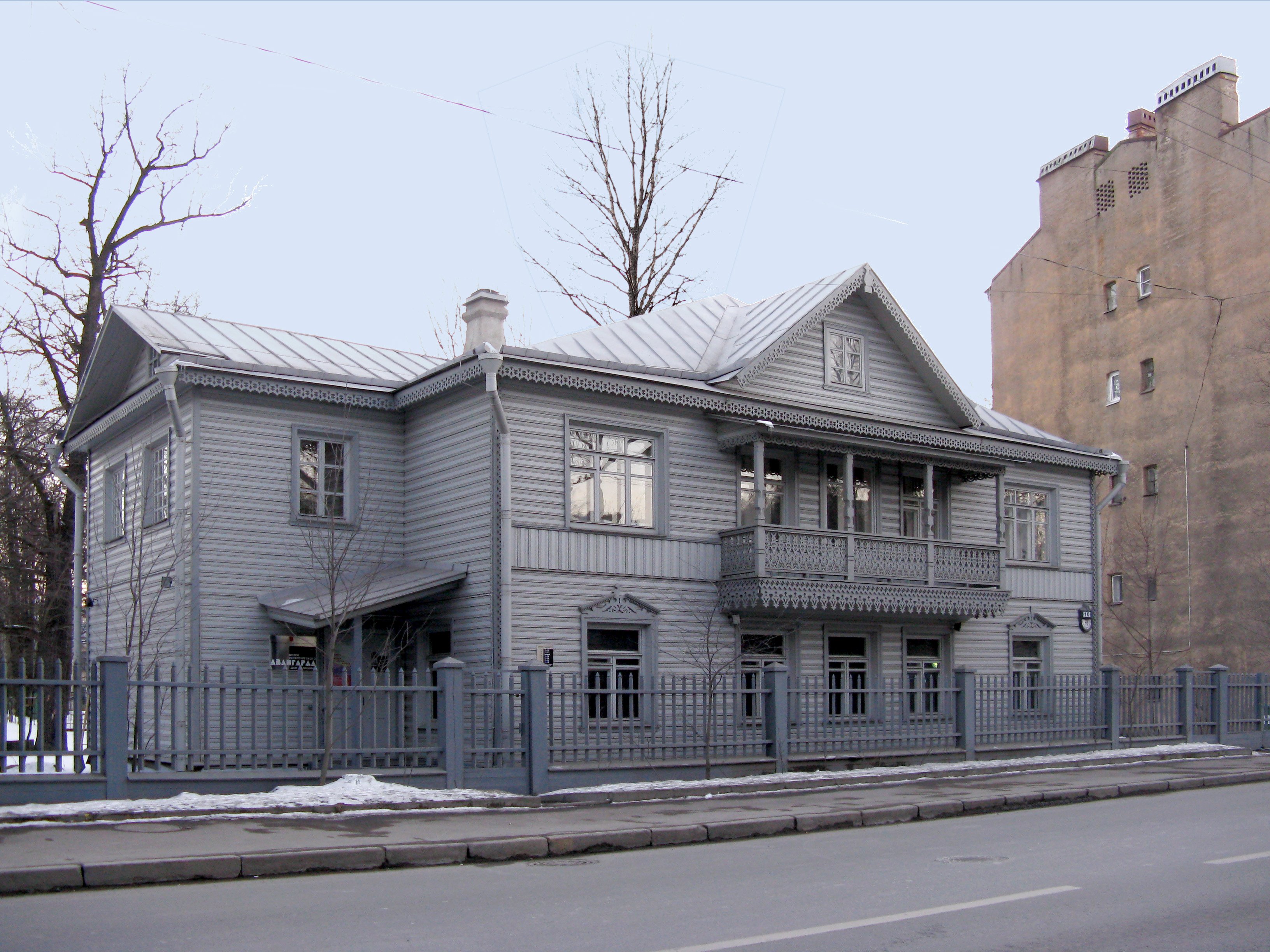
Дом Матюшина

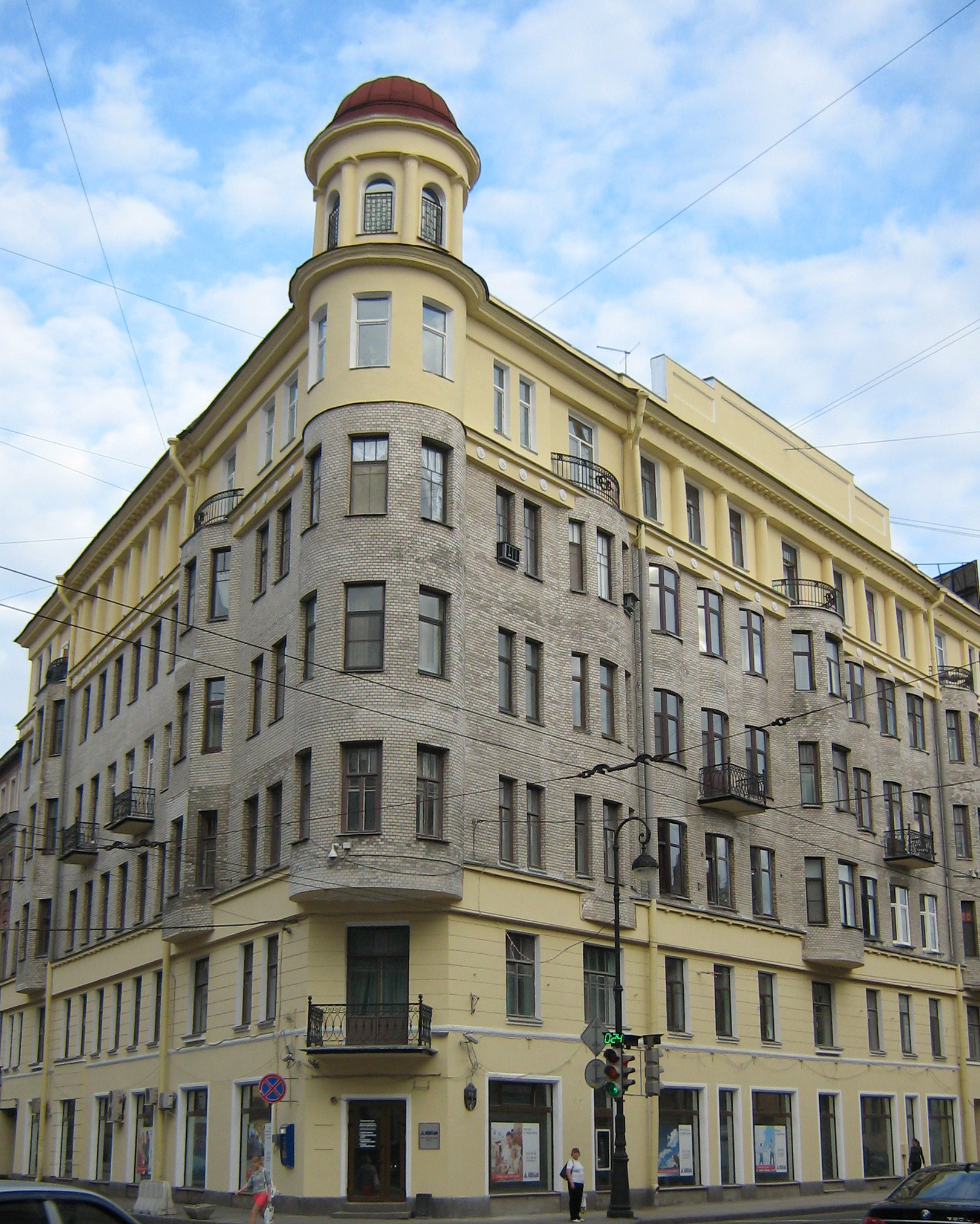
Бывший доходный дом А. А. Каплуна на углу ул. Профессора Попова и Каменноостровского проспекта

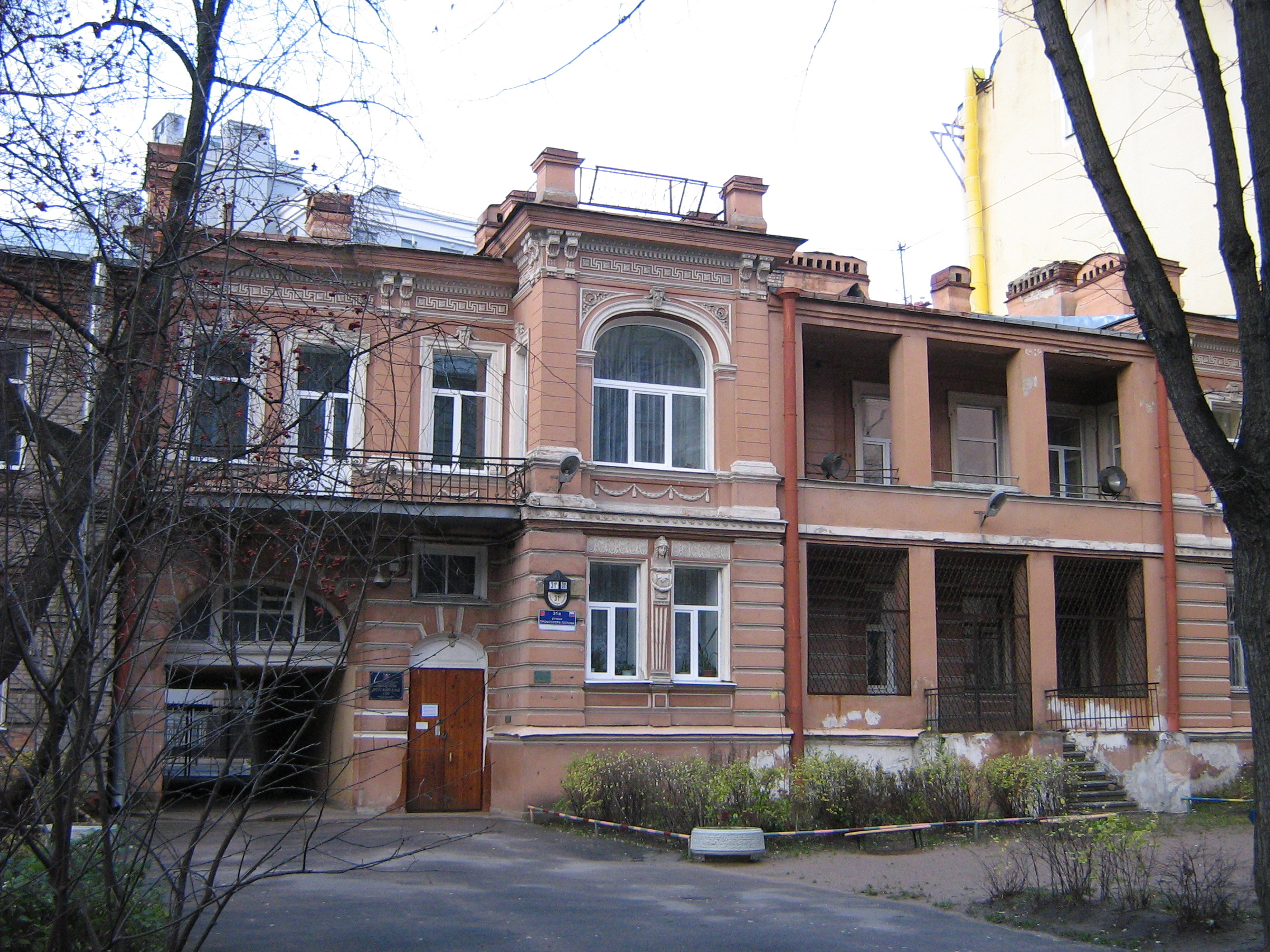
Особняк Резвой (ул. Профессора Попова, 31а)

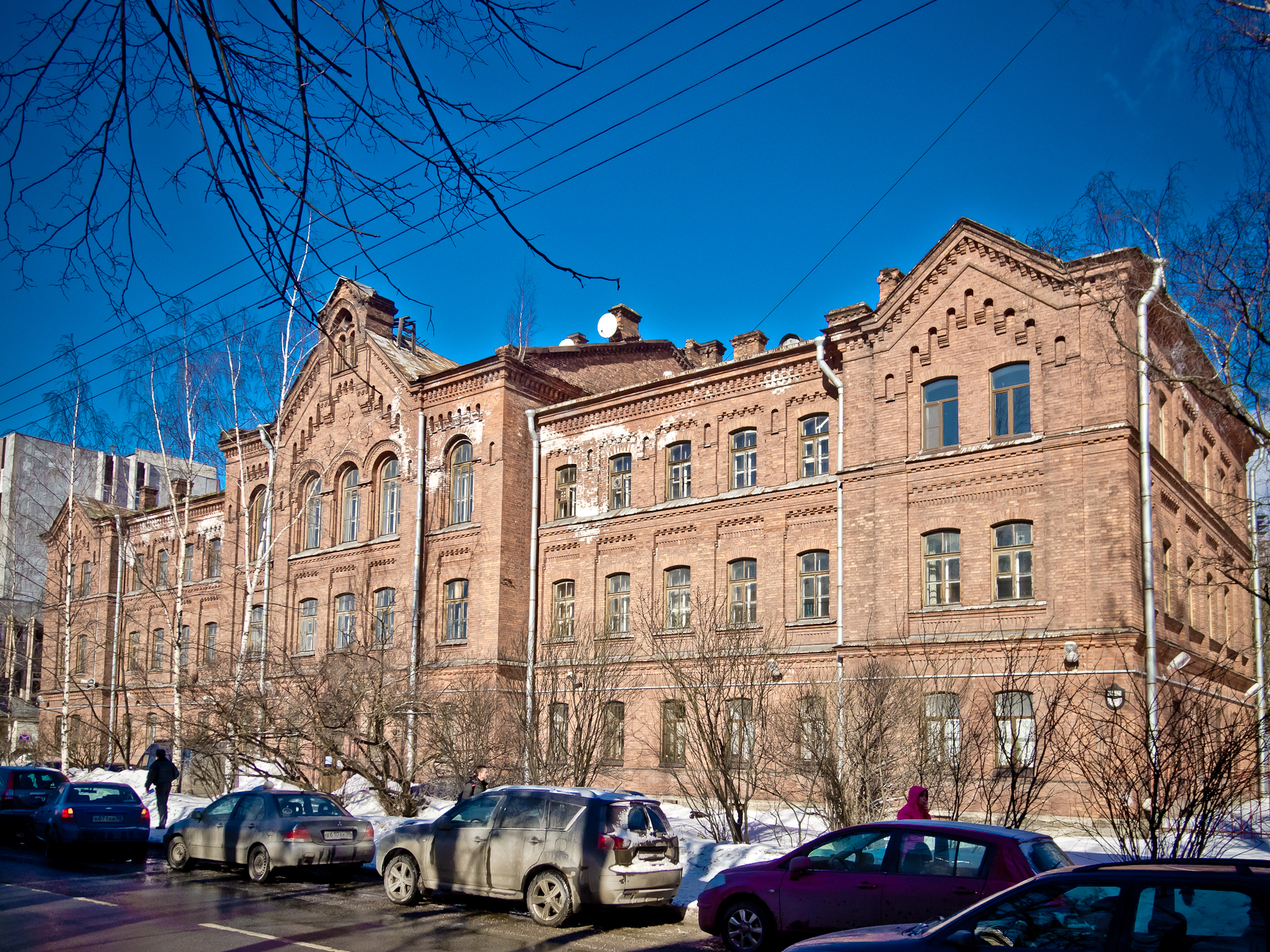
Здание Александро-Мариинского училища слепых (улица Профессора Попова, дом 37б)

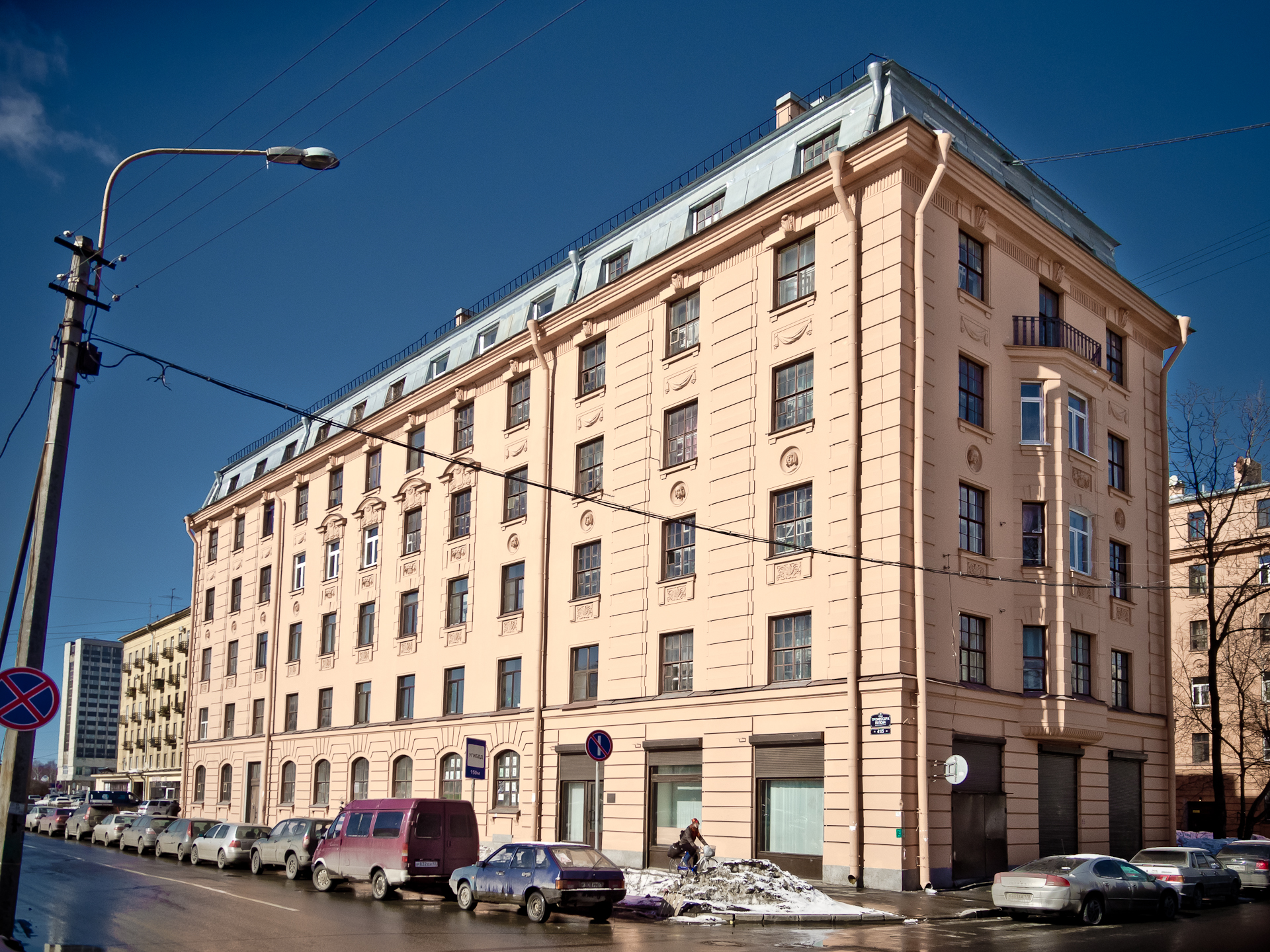
Бывший дом служащих Азовского-Донского банка

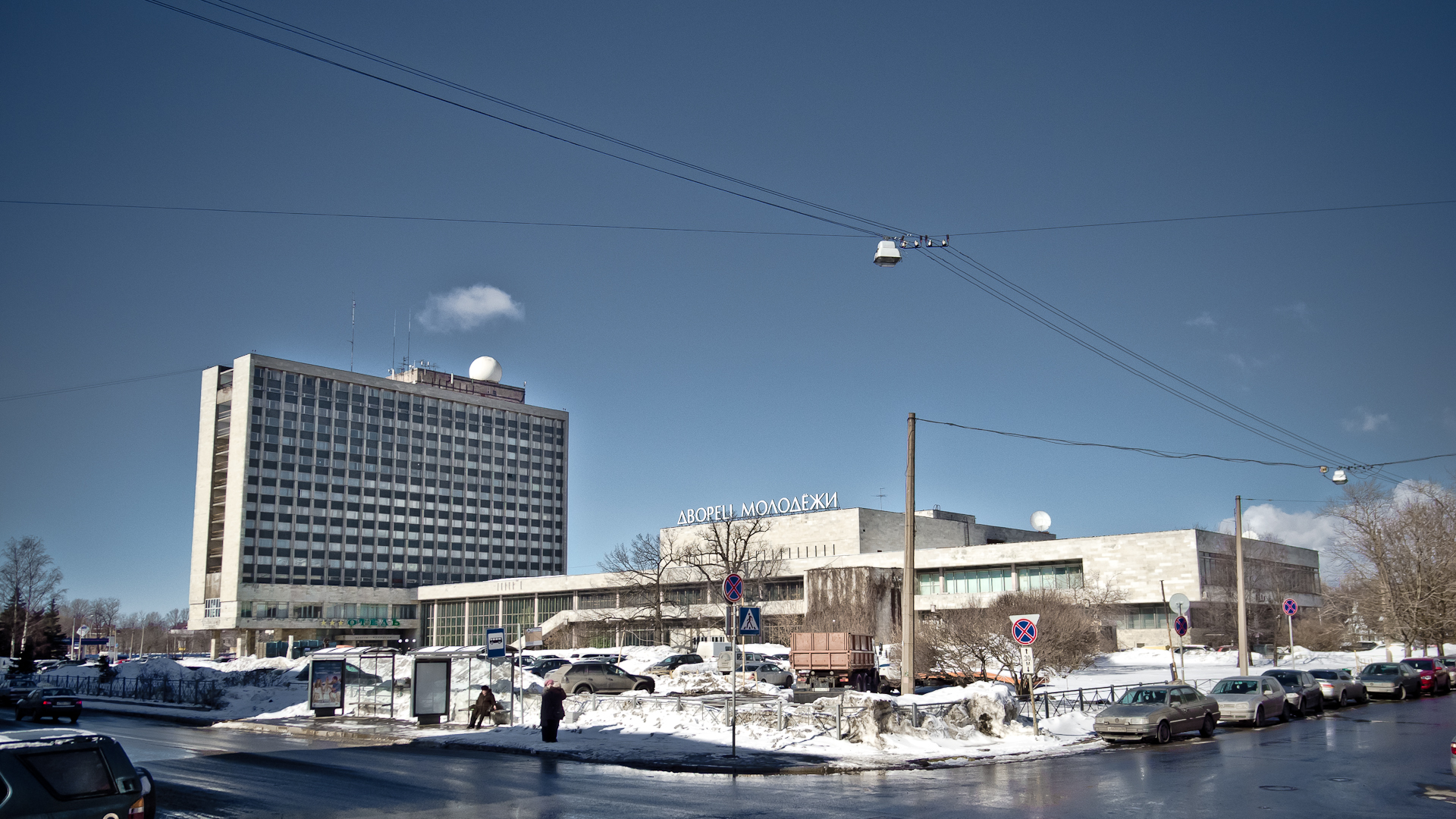
Ленинградский Дворец Молодёжи

- Дом № 10 — особняк В. О. Михневича или дом Матюшина. Дом построен в середине XIX века для купца Балашова. В 1891 году его купил уже у купца Алонкина журналист В. О. Михневич. В 1894 году дом был перестроен. В 1904 году Михневич завещал свой дом Обществу для пособий нуждающимся литераторам и учёным (Литературному фонду). В 1910—1920-е годы дом стал своеобразной штаб-квартирой русских футуристов. Здесь бывали К. Малевич, П. Филонов и др., здесь же жили и работали В. В. Маяковский и В. Хлебников. В 1912—1923 годах в доме жил живописец, скрипач и композитор М. В. Матюшин, в 1942—1944 годах — писатель В. В. Вишневский[4]. В 1990 году дом сгорел и затем был отстроен заново. В апреле 2004 года было принято решение открыть в доме Матюшина Музей петербургского авангарда — филиал Музея истории Санкт-Петербурга[5][6].
- Дом № 12 — доходный дом в стиле модерн (1908, арх. Г. В. Войневич).
- Дом № 14 — основное административное здание и лекционные аудитории Санкт-Петербургской государственной химико-фармацевтической академии.
- Дом № 20 — бывший корпус мебельно-столярной фабрики Ф. А. Мельцера (1902, арх. Э. Ф. Мельцер).  памятник архитектуры (вновь выявленный объект)[3]
- Дома № 22 и 22а (Каменноостровский проспект, д. № 53) — доходный дом А. А. Каплуна (1910, арх. С. Г. Гингер).  памятник архитектуры (вновь выявленный объект)[3]
- Дом № 23 — Музей истории фотографии[7][8][9].
- Дом № 25 — типовое здание школы (арх. А. С. Гинцберг[?]). В здании находится гимназия № 67.
- Дом № 29 (Каменноостровский проспект, д. № 55) — жилой дом («Дом совторгслужащих», проект 1929—1930 годов, строительство 1930—1932 годы, арх. Е. А. Левинсон и А. М. Соколов). Памятник конструктивизма. Проект получил первую премию на Всесоюзном конкурсе 1929 года. В здании поместились 90 квартир, общежитие на 80 комнат, во дворе — полуротонда с клубным залом, в котором с 1989 года располагается драматический театр «Особняк». Е. А. Левинсон жил и работал здесь с 1931 по 1968 год[10]. В кв. № 42 с 1930 года жил кинорежиссёр Ф. М. Эрмлер, в кв. № 19 жили кинооператор А. Н. Москвин (с конца 1932) и его жена, кинорежиссёр Н. Н. Кошеверова[11].  памятник архитектуры (вновь выявленный объект)[3]

### От Каменноостровского проспекта до Песочной набережной
- Дом № 24 — в правой части здания находилась скульптурная мастерская А. М. Опекушина (1887, арх. А. А. Гвоздзиевский). Левая часть здания — дом А. М. Опекушина (Каменноостровский проспект, д. № 52; построен в 1877—1878, арх. А. С. Лыткин; 1894 — пристройка, арх. Ф. К. фон Пирвиц; 1901 — пристройка, арх. А. Н. Померанцев). Дом первоначально был двухэтажным. Неоднократно перестраивался в советское время. В 1910-х здесь жил художник и издатель З. И. Гржебин. В отличие от жилого дома, мастерская Опекушина сохранила облик 1900-х годов: здесь находилась мастерская скульпторов М. Г. Манизера и Е. А. Янсон-Манизер. В настоящее время помещение сохранило свою функцию и используется как скульптурная мастерская[12].  памятник архитектуры (вновь выявленный объект)[3]
- Дом № 26 — доходный дом (1911, арх. И. Б. Калиберда). В доме жил государственный деятель, нумизмат и археолог И. И. Толстой.
- Дом № 28 — доходный дом в стиле модерн (1910—1911, арх. А. И. Зазерский).
- Дом № 31 — доходный дом Р. И. Берштейна (1910—1911, арх. Д. А. Крыжановский). Дом, выполненный в стиле модерн, отмечен серебряной медалью на конкурсе фасадов 1912 года. В доме жил архитектор В. П. Апышков.  памятник архитектуры (вновь выявленный объект)[3]
- Дом № 31а — особняк Н. А. Резвой (1905, арх. П. В. Резвый). Ныне в здании находится детский сад № 90.
- Дом № 32 — доходный дом (1906, архитектор В. М. Андросов).
- Дом № 32а — флигель доходного дома (1901, архитектор Г. И. Люцедарский)
- Дом № 33 — (1898—1900, арх. Е. С. Бикарюков)[13].
- Дом № 36 — жилой дом Иоанновского женского монастыря (арх. Н. Н. Никонов)[14].
- Дома № 37а и 37б  7831522000 — в 1888—1889 годах по инициативе видного государственного и общественного деятеля К. К. Грота на участке бывшего Карповского кладбища по проекту архитектора А. О. Томишко было построено трёхэтажное здание Александро-Мариинского училища слепых (д. № 37б). В 1892—1893 годах архитектором В. А. Лучинским был построен корпус мастерских для слепых (д. № 37а). С 1906 года перед зданием училища стоял памятник основателю школы К. К. Гроту, который позднее вместе с училищем (ныне — школа-интернат для слепых и слабовидящих детей им. К. К. Грота) был перенесён на проспект Шаумяна, д. № 44. Сейчас в одном здании размещается факультет Электротехнического университета, в другом — бизнес-центр «Сенатор».
- Дом № 38и — здание Александровского приюта для арестантских детей (1891—1893, арх. Л. Н. Бенуа).
- Дом № 38—40 — комплекс Общества русских аккумуляторных заводов «Тюдор»(1900, арх. А. П. Сосков, А. Г. Петров). В 1950-х комплекс расширили, завод был переименован в «Ленинскую искру»[15]. Осенью 2021 года КГИОП согласовал проект застройки участка жилыми домами группы Euroinvest Development, который предусматривал снос исторических корпусов[16]. Весной 2022 года муниципальные депутаты города написали письмо к главе Следственного Комитета РФ с просьбой не допустить сноса исторических зданий[17][18]. Разрешение на снос рассматривается в рамках уголовного дела о превышении должностных полномочий против сотрудников КГИОП, возбуждённого по требованию Александра Бастрыкина летом 2022 года[19].
- Дом № 39 (улица Грота, д. № 6) — здание построено в период 1892—1904 годов арх. В. А. Лучинским и входило в комплекс зданий попечительства о слепых.  памятник архитектуры (вновь выявленный объект)[3]
- Дом № 39а — здание Центрального статистического управления РСФСР (ныне Территориальный орган Федеральной службы государственной статистики по г. Санкт-Петербургу и Ленинградской области), 1986).
- Дом № 41  7831525000 (улица Грота, д. № 5) — бывший дом служащих Азовского-Донского банка (1914—1915), построен по проекту арх. Ф. И. Лидваля. Это одна из последних построек выдающегося архитектора в Санкт-Петербурге.
- Дом № 42 — здание управления ГИББД ГУ МВД России по Санкт-Петербургу и Ленинградской области (1962, арх. Н. Е. Ефимов).
- Дом № 43 — жилой дом в стиле конструктивизма (1931, арх. Е. А. Левинсон).
- Дом № 47 — Ленинградский Дворец молодёжи (1969—1979, арх. П. С. Прохоров, В. П. Тропин, А. П. Изоитко). Здание снесено. С 2024 года ЖК «ЛДМ».

## Пересечения
- Аптекарская набережная
- Инструментальная улица
- Аптекарский проспект
- проспект Медиков
- Уфимская улица
- Каменноостровский проспект
- Вяземский переулок
- Иоанновский переулок
- улица Грота
- улица Даля
- Барочная улица
- Песочная набережная